# Eddie Murphy (pattinatore)
Edward Murphy, detto Eddie (La Crosse, 1º febbraio 1905 – Bellwood, 20 settembre 1973), è stato un pattinatore di velocità su ghiaccio statunitense.

## Palmarès

### Olimpiadi invernali
- Argento a Lake Placid 1932 nei 5 000 metri.